# La maschera e il volto (Chiarelli)
La maschera e il volto è una commedia teatrale di genere grottesco, scritta da Luigi Chiarelli nel 1913.
Da quando è stata rappresentata per la prima volta nel 1916, ha avuto un enorme successo, prima in Italia e poi internazionale, e continua ad essere rappresentata. È significativa per aver fondato il teatro grottesco contemporaneo.
Numerosi film sono stati tratti dall'opera.

## Trama
Il conte Paolo Grazia è sposato con Savina. Nel corso di una cena con ospiti, il conte vede la moglie parlare con il suo migliore amico Luciano. Iniziando una discussione con le signore sul posto afferma che, in caso di adulterio, non esiterebbe a uccidere la moglie.
Nel mezzo di una partita a poker, mentre Cirillo confessa a Paolo dei tradimenti della moglie più giovane di venti anni, Savina e Luciano si appartano nella camera di lei. Traditi involontariamente dall'ansia di Marta vengono sorpresi da Paolo che va su tutte le furie, senza però riuscire a capire, nel trambusto, chi fosse l'uomo con cui la moglie lo tradiva. Rimasti soli tenta dapprima di soffocarla e poi di spararle, ma non se la sente: l'uomo che ama ancora sua moglie vince sulla convenzione sociale che vorrebbe il proprio onore difeso:
Savina: No! Togliti codesta maschera di delitto, sii sincero con te stesso, leggiti nel cuore, e non esser lo schiavo delle tue parole e dei tuoi atteggiamenti convenzionali!... Giuochiamo il nostro destino, Paolo, in quest'ora; non far ch'esso sia grave, non mettere l'irreparabile fra di noi. Pensa, Paolo, che della nostra vita possiamo ancora salvare qualche cosa!...
Paolo: No, no!... Tu sei morta per me!...
Savina: Sarà come tu vorrai; ma rifletti prima!...
Paolo: (a se stesso) Per me!... Ma per gli altri?!... Morta per me, non è che una stupida frase!...
Savina: (con profondo rammarico) È per questo che ti duoli, non per avermi perduta!...»
(La maschera e il volto, Atto I)
Costringe dunque Savina a partire per sempre chiedendole di cambiare identità. Paradossalmente, al rientro in scena di Luciano, è proprio a lui che Paolo si rivolge chiedendogli di assisterlo legalmente per l'omicidio della moglie, che racconta di aver perpetrato gettandola nel lago.
Il secondo atto si apre con il ritorno di Paolo alla villa, assolto dal tribunale di Como accolto da amici e da numerose lettere di complimenti di gentiluomini del luogo che avevano, in passato, ucciso per onore. Ma Paolo non è assolutamente in grado di mantenere la calma:
(La maschera e il volto, Atto II)
La città si prepara addirittura a festeggiarlo, e Cirillo coglie la tristezza in Paolo, al quale espone i suoi dubbi sulla reale uccisione di Savina. A suo dire, Paolo ha finto di uccidere per non sembrare ridicolo agli occhi di quella società che oggi lo inneggia come uomo d'onore e al quale il sindaco sta per dedicare un banchetto. Paolo cede e ammette la verità. Cirillo, sposato ad una donna infedele, tenta di convincere Paolo che nel perdono non vi è debolezza ma Paolo tronca il discorso. Mentre Marta dichiara il suo disprezzo nei confronti di Luciano arriva la notizia di un ritrovamento di un cadavere nel lago ad opera di due barcaioli. Tutti accorrono e recuperano la salma, che viene composta in una stanza della villa. Paolo rimane solo, giusto in tempo per l'arrivo alla chetichella di Savina, di ritorno dall'estero con il nome di Sévérine de Grèze. Paolo la nasconde quando arriva Luciano, ammettendo di essere stato lui l'amante della donna. La situazione precipita e sfocia in una lite tra i due, terminata la quale Savina si allontana dalla villa dicendo a Paolo che preferirebbe uccidersi piuttosto che vivere senza di lui.
Il terzo atto inscena il funerale di colei che si crede Savina. La donna viene però scoperta da Luciano, al quale Savina rivolge parole di disprezzo per aver parlato di lei in tribunale come di una donna senza valori morali. Gli altri astanti scoprono la verità ma, anziché rallegrarsi della notizia, accusano Paolo di aver simulato un reato, punibile fino a trent'anni di galera. La situazione diviene grottesca poiché tutti sono più concentrati sulla simulazione di reato che sulla esistenza di vita di Savina, appellandosi così più alle convenzioni sociali che ai sentimenti:
(La maschera e il volto, Atto III)
Paolo e Savina, ritrovato il loro amore, decidono dunque di fuggire assieme ricominciando una nuova vita mentre risuona la marcia funebre per il funerale della donna sconosciuta.

## Adattamenti
Trasposizioni cinematografiche:
- La maschera e il volto, film diretto da Augusto Genina (1919)
- Fuochi d'artificio, film diretto da Gennaro Righelli (1938)
- La maschera e il volto, film diretto da Camillo Mastrocinque (1943)
- La maschera e il volto, film TV diretto da Flaminio Bollini (1965)
- La maschera e il volto, film TV diretto da Marco Parodi (1984)